# Casa de la Torre
|  | Aquest article tracta sobre l'edifici al nucli d'Almatret (el Segrià). Si cerqueu l'edifici al nucli de l'Escala (l'Alt Empordà), vegeu «Casa de la Punxa (l'Escala)». |

La Torre, Casa-Torre del Comte o Casa de la Torre és una casa forta al nucli d'Almatret (al Segrià) declarada Bé Cultural d'Interès Nacional.

## Arquitectura
Casa entre mitgeres que forma el frontis de una plaça. Consta de planta baixa, un pis i golfes. A la planta baixa s'obre una porta d'arc adovellat amb un escut. Al primer pis hi ha tres obertures amb un petit balcó gairebé sense ràfec i a les golfes es pot veure una galeria formada per dos grans obertures d'arc rebaixat. L'interior està fet de nou.

## Història
Almatret va pertànyer al marquesat d'Aitona, i aquesta casa era propietat del marquès. El primer marquès fou Francesc de Montcada i de Cardona, que morí el 1594.